# 江上真悟
江上 真悟（えがみ しんご、1955年8月25日）は、日本の俳優、声優。本名および旧芸名は江上真吾（読み同じ）。
千葉県立八千代高等学校、國學院大學法学部、文学座附属演劇研究所卒。所属事務所は文学座→クロスポイント。

## 人物
- 国学院大学卒業後、文学座附属演劇研究所を経て、1983年に映画「鍵」(谷崎潤一郎原作)で準主役デビュー。
- その後、昼ドラや2時間ドラマをはじめ、「SP 警視庁警備部警護課第四係」(レギュラー)、「相棒」(ゲスト)他多数のテレビドラマに出演。
- 舞台では蜷川幸雄、渡辺えり、永井愛、ジャイルス・ブロック、デヴィッド・ルヴォーの演出作品等に幅広く出演。また美輪明宏作品には1990年の「マリー・ローランサン物語」を機に、1993年の「黒蜥蜴」以降、2018年まで殆どの作品に出演している。
- その傍ら、2015年から現代書家の世界へ踏み出し、産経国際書展では初出展から４年連続で受賞している。
- 元々は本名で活動していた。現在の芸名は美輪に命名されたもの。

## 出演

### テレビドラマ
- ザ・ハングマンII 第25話「連続麻薬殺人! ポルノ女優を救え」（1982年12月10日、ABC / 松竹）
- 金曜女のドラマスペシャル「不信のとき」（1984年12月28日、フジテレビ / 東映）
- 火曜サスペンス劇場「赤い記憶」（1985年2月26日、日本テレビ / 松竹）
- 女ふたり捜査官 第13話「ソープランドから来た母」（1986年、ABC / テレパック）
- 私鉄沿線97分署 第80話「ロマン万才! 少年探偵団!!」（1986年6月22日、テレビ朝日 / 国際放映） - 吉崎
- 土曜ワイド劇場（ABC）
  - 尼さん探偵名推理1・釣り鐘から死体!破戒尼トリオ危機一髪（1989年4月15日、PDS） - 刑事
  - ショカツの女1・犯人は現職警察官か!?殺意を招く一万円札の謎?五億円強盗殺人事件の鉄壁のアリバイを逆転せよ!（2007年11月10日）- 捜査一課係長 植草警部
- さすらい刑事旅情編（テレビ朝日 / 東映）
- はるちゃん（1996年10月 - 12月、東海テレビ / 東宝） - 宿泊客
- はぐれ刑事純情派
  - 第7シリーズ 第話「凶器は鋏！ベッドを買った男」（1994年） - 山内真治　役
  - 第12シリーズ 第14話「夫と話したかった女!?二重指紋の謎!」（1999年）
- 火曜サスペンス劇場「警部補 佃次郎10・つぐない」（2000年5月30日、日本テレビ / テレパック） - 高梨英男
- 女と愛とミステリー「悪の仮面」（2001年9月9日、テレビ東京 / PDS） - 熊谷虎雄
- 月曜ミステリー劇場「税務調査官・窓際太郎の事件簿11」（2004年2月23日、TBS） - 環境整備公団熊本支部長 前田英夫
- SP 警視庁警備部警護課第四係（2007年11月 - 2008年1月、フジテレビ） - 警視庁警備部警護課課長 中尾義春
- 相棒 season8第9話（2009年12月16日、テレビ朝日） - 久米達也

### 劇場アニメ
- 映画 ベルセルク 黄金時代篇I 覇王の卵（ギーエン）

### 吹き替え
- ゴールデンボーイ（リチャード・ボーデン）

### Webラジオ
- 岩永哲哉とジェーニャの情熱教室・第10回ゲスト